# Contemporanéité au Christ
 (mai 2020).
La contemporanéité au Christ est une idée philosophique née sous la plume du philosophe danois Søren Kierkegaard puis reprise par Jean-Paul II.

## Description
Pour Kierkegaard, le croyant doit vivre en contemporanéité avec le Christ et il atteint cette contemporanéité par la foi. Croire en Jésus revient à Lui être contemporain. La correspondance « entre la contemporanéité et l'incognito du Paradoxe absolu renvoie au double aspect révélé et caché de l'unique mystère du Christ ».
Dans l'École du christianisme, Kierkegaard va plus loin et affirme que la contemporanéité avec le Christ pris comme modèle n'est pas uniquement la condition de la foi, mais la foi elle-même.
La pensée de Kierkegaard a cependant évolué à cet égard. Si, à l’origine, il considérait que la situation de la contemporanéité signifie la situation donnée dans laquelle le Christ est modèle et rédempteur, au fur et à mesure il a approfondit cette idée pour affirmer que celui aspire à imiter le Christ doit tout d'abord créer une situation dans laquelle il peut le suivre.
La contemporanéité chez Kierkegaard est entendue comme une relation absolue à l'absolu.

### Reprise de la notion dans l'Église catholique
L'Église catholique s'est approprié cette idée kierkegaardienne, en l'appliquant notamment à la liturgie.